# Andromache

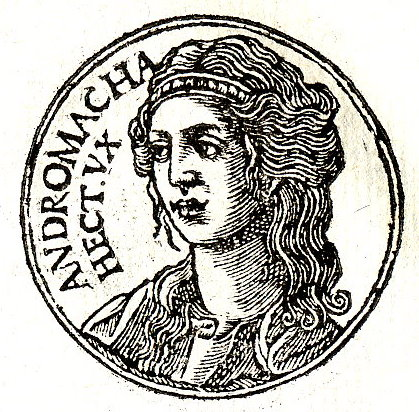
Andromache

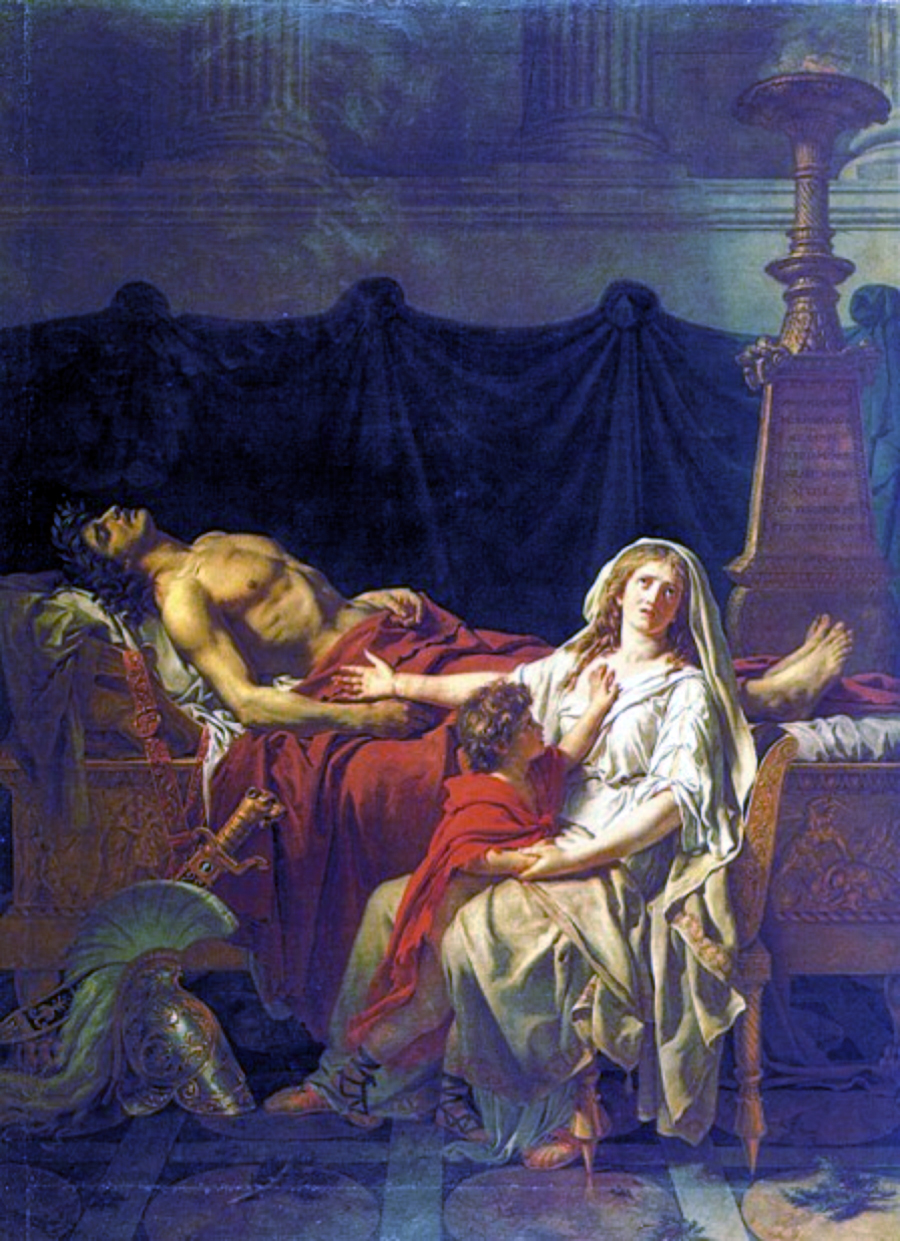
Andromache Mourning Hector, tranh của Jacques-Louis David, 1783

Trong thần thoại Hy Lạp, Andromache (/ænˈdrɒməkiː/; tiếng Hy Lạp cổ: Ἀνδρομάχη, Andromákhē [andromákʰɛ:]) là vợ của Hector, con gái của vua Eetion, người chị em của Podes và cũng là mẹ của Astyanax. Cô sinh ra và lớn lên ở Cilician Thebe, nơi mà vua cha của cô cai trị.
Trong chiến tranh thành Troy, sau khi Hector, chồng của Andromache bị Achilles giết hại và thành Troy bị thất thủ, sứ giả Hy Lạp Talthybius cảnh báo cho Andromache biết về kế hoạch của quân Hy Lạp là giết con trai cô, Astyanax bằng cách ném đứa bé xuống thành. Người giết chết Astyanax là Neoptolemus, sau này lấy Andromache làm vợ lẽ. Theo nhà địa lý Pausanias, Andromache có hai người con trai với Neoptolemus là Molossus. và Pergamus. Sau khi Neoptolemus chết, Andromache cưới Helenus, một người em trai của Hector và trở thành hoàng hậu của Epirus. Pausanias còn nói rằng con trai của Helenus, Cestrinus, là do  Andromache sinh ra. Ở Epirus, Andromache vẫn giữ lòng chung thủy của mình với Hector. Cuối đời, Andromache đến sống với con trai út là Pergamus ở Pergamum, rồi qua đời vì tuổi già. Andromache nổi tiếng về lòng chung thủy và đức hạnh. Nhân vật này đại diện cho sự đau khổ của phụ nữ thành Troy trong chiến tranh.

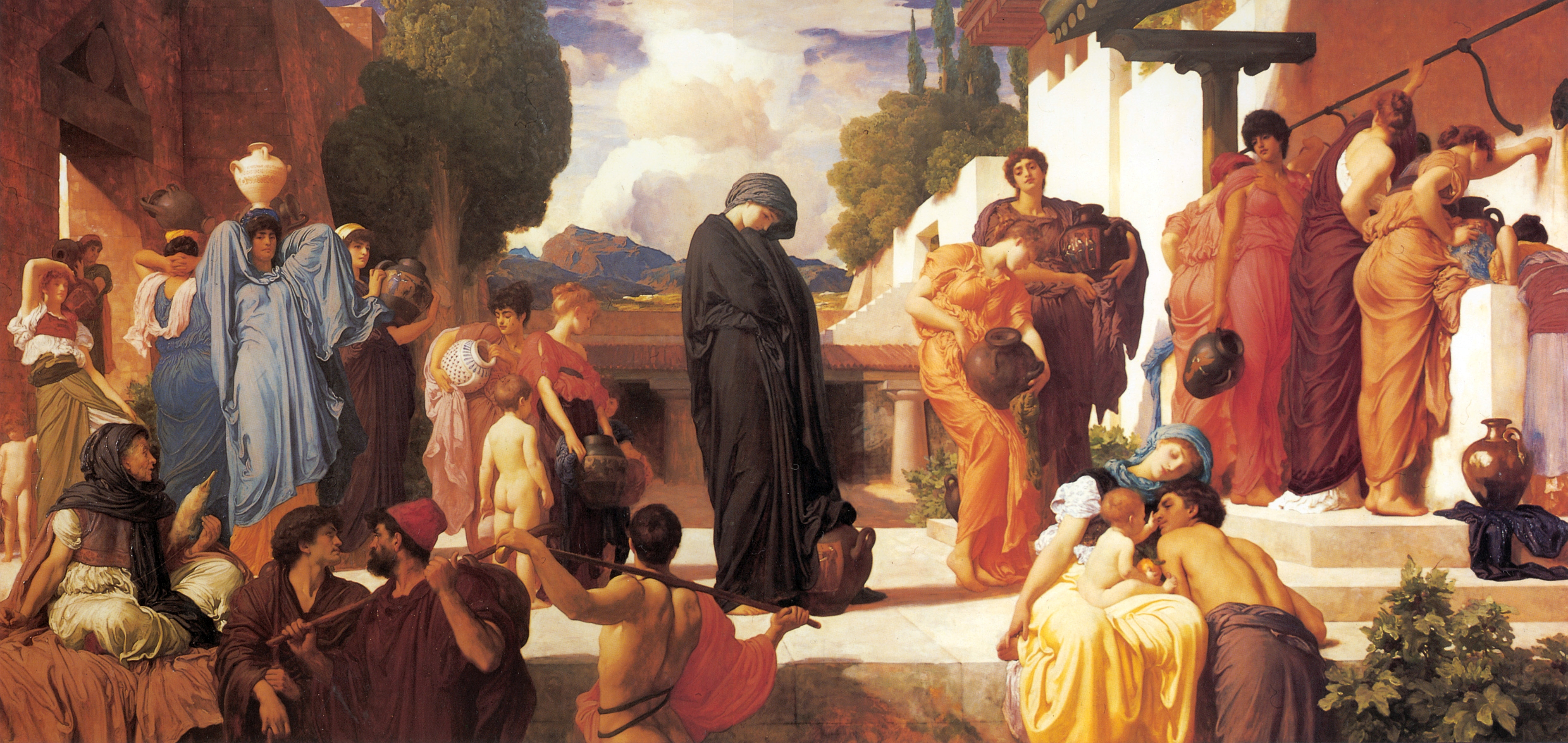
Andromache in Captivity, tranh vẽ bởi Frederic Leighton (c. 1886)